# PalaisPopulaire

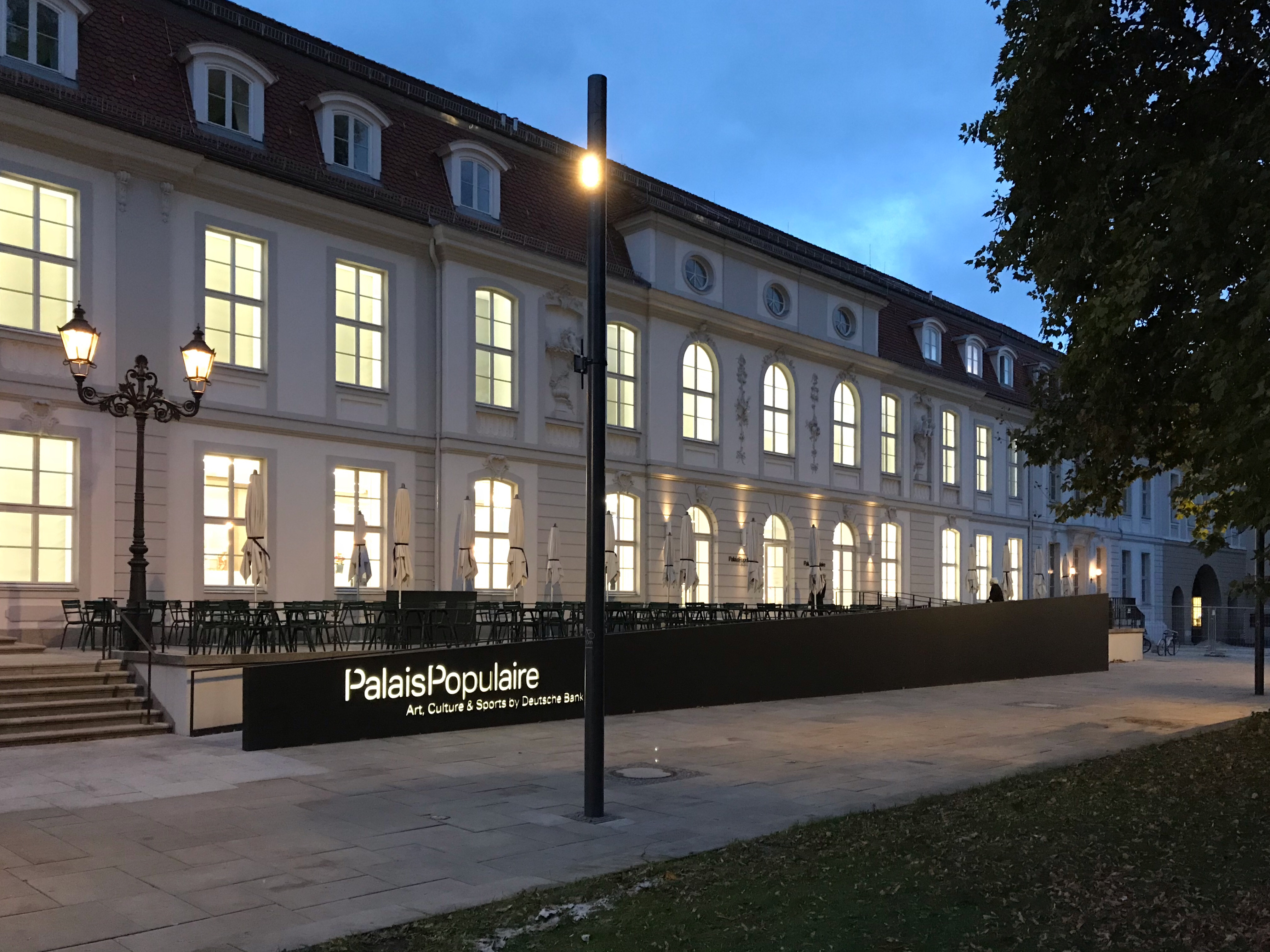
Der Standort des PalaisPopulaire,
Unter den Linden 5 in Berlin-Mitte

Am 27. September 2018 eröffnete die Deutsche Bank das PalaisPopulaire als internationales Forum für Kunst und Kultur am Boulevard Unter den Linden 5 im historischen Prinzessinnenpalais in der historischen Mitte Berlins. Es entstanden 750 Quadratmeter Ausstellungsfläche für zeitgenössische Kunst und ein fester Ort für Präsentationen aus der Sammlung Deutsche Bank.
Das PalaisPopulaire bietet ein breit gefächertes Programm, das unterschiedliche Aspekte der Gegenwartskultur vereint. Dazu zählen neben Ausstellungen aus der Sammlung Deutsche Bank und dem „Artists of the Year“-Programm Präsentationen von internationalen Kooperationspartnern und privaten Sammlungen. Einen besonderen Schwerpunkt bildet das Veranstaltungsprogramm mit Kuratoren- und Themenführungen, dialogischen Werkstattkonzerten mit Mitgliedern der Berliner Philharmoniker, Lesungen und Workshop-Angeboten.

## Standort
Für das PalaisPopulaire wurden die Räume des historischen Prinzessinnenpalais vom renommierten Berliner Architekturbüro Kuehn Malvezzi neugestaltet. In dem Gebäude spiegelt sich die bewegte Geschichte Berlins wider. Es erzählt von Prinzessinnen und Kriegen, aber auch von der Moderne in der DDR. Das Architekturbüro verwandelte das Innere des historischen Prinzessinnenpalais in eine innovative Bühne für zeitgenössische Kunst und Kultur. Hinter der Rokokofassade des in den 1960er Jahren rekonstruierten Hauses legten die Architekten die ursprüngliche Betonstruktur frei und schufen offene Räume mit einer klaren, minimalistischen Formensprache und modernster Technik.

## Konzept
Das PalaisPopulaire erweitert die Aktivitäten der Anfang 2018 geschlossenen Deutsche Bank KunstHalle, die als reines Ausstellungshaus konzipiert war. Es versteht sich hingegen als interdisziplinäre Plattform für die unterschiedlichen Formen zeitgenössischer Kultur: Kunst, Literatur, Musik, Performance und Tanz. Das Haus zeigt Ausstellungen aus der Sammlung Deutsche Bank, stellt die „Künstler des Jahres“ der Deutschen Bank vor und präsentiert Ausstellungen und Veranstaltungen, die in Zusammenarbeit mit internationalen Institutionen konzipiert werden. Zu den Kooperationspartnern des PalaisPopulaire zählen die Londoner Tate Gallery, die Berliner Philharmoniker und der Börsenverein des Deutschen Buchhandels.
Die Leiterin des Hauses ist Svenja von Reichenbach.

## Ausstellungen
2018
- The World on Paper. Sammlung Deutsche Bank – 300 Meisterwerke der Gegenwartskunst; 27. September 2018 – 7. Januar 2019

2019
- Objects of Wonder. British Sculpture 1950s – Present. Skulpturen aus der Sammlung der Tate London; 1. Februar – 27. Mai 2019
- Summer of love – art, fashion, and rock and roll; 20. Juni – 28. Oktober 2019
- Caline Aoun: Changing Times – Deutsche Bank „Artist of the Year“ 2018/19; 15. November 2019 – 2. März 2020
- Das Totale Tanz Theater – 100 Jahre Bauhaus; 15. November 2019 – 31. Januar 2020

2020
- Xenia Hausner: This will have been another happy day! 10. Februar – 2. März 2020
- Christo and Jeanne-Claude: Projects 1963–2020 – Ingrid und Thomas Jochheim Collection; 6. Mai – 14. September 2020
- Time Present – Fotografien aus der Sammlung Deutsche Bank; 10. Juni 2020 – 8. Februar 2021
- K. H. Hödicke; 9. Oktober 2020 – 5. April 2021

2021
- Ways of Seeing Abstraction – Works from the Deutsche Bank Collection; 27. März 2021 – 28. Februar 2022
- Mark Brandenburg: Hirnsturm II; 28. April – 23. August 2021
- Maxwell Alexandre, Conny Maier, Zhang Xu Zhan – Deutsche Bank „Artists of the Year“ 2021; 15. September 2021 – 14. März 2022

2022
- Intermezzo – Das Spiel und das Dazwischen in Illustration und Design nach Bruno Munari; 17. März – 18. April 2022
- Opera Opera. Allegro ma non troppo. Contemporary Art from the MAXXI Collection; 27. April – 22. August 2022
- Lu Yang: DOKU Experience Center – Deutsche Bank „Artist of the Year“ 2022; 15. September –  6. Februar 2023
- ESCRIBIR TODOS SUS NOMBRES – Spanish female artists from 1960 to today; 5. Oktober 2022 – 27. Februar 2023

2023
- Isaac Julien: PLAYTIME. Werke aus der Sammlung Wemhöner; 8. März – 10. Juli 2023
- The Struggle of Memory. Sammlung Deutsche Bank; Teil I 19. April – 3. Oktober 2023 / Teil II 6. Oktober 2023 – 11. April 2024
- Leben in Bildern. Ein Portrait des Sehens für Rudolf Zwirner; 29.7. – 14.8.2023
- La Chola Poblete: Guaymallén – Deutsche Bank "Artist of the Year" 2023; 8. September 2023 bis 3. Juni 2024

2024
- GALLI – Seht zu, wie Ihr zurechtkommt; 19. Juni – 7. Oktober 2024
- Rohini Devasher: Borrowed Light – Deutsche Bank "Artist of the Year" 2024; 12. September 2024 bis 10. März 2025

2025
- Just a Matter of Time. Sammlung Deutsche Bank im Dialog; 10. April bis 18. August 2025